# Демидовское сельское поселение (Ивановская область)
Деми́довское се́льское поселе́ние — упразднённое муниципальное образование в составе Пестяковского района Ивановской области.
Административный центр — деревня Демидово.

## История
Демидовское сельское поселение образовано в соответствии с Законом Ивановской области от 25 февраля 2005 года № 47-ОЗ.
Законом Ивановской области от 6 мая 2015 года № 33-ОЗ, Демидовское, Неверово-Слободское и Пестяковское сельские поселения преобразованы, путём объединения, в Пестяковское сельское поселение с административным центром в посёлке Пестяки.

## Население
| 2002 | 2010 | 2011 | 2012 | 2013 | 2014 | 2015 |
| ---- | ---- | ---- | ---- | ---- | ---- | ---- |
| 1032 | ↘749 | ↘745 | ↘735 | ↘705 | ↘693 | ↘669 |

## Состав сельского поселения
| №  | Населённый пункт | Тип населённого пункта       | Население |
| -- | ---------------- | ---------------------------- | --------- |
| 1  | Алёхино          | деревня                      | ↗261      |
| 2  | Белая Рамень     | деревня                      | ↘0        |
| 3  | Георгиевская     | деревня                      | ↘1        |
| 4  | Демидово         | село, административный центр | 419       |
| 5  | Карпово          | деревня                      | ↘0        |
| 6  | Копань           | деревня                      | ↘0        |
| 7  | Крупниково       | деревня                      | ↘0        |
| 8  | Малахово         | деревня                      | ↘1        |
| 9  | Палагино         | деревня                      | ↘53       |
| 10 | Пиманово         | деревня                      | ↘6        |
| 11 | Порошино         | деревня                      | ↘0        |
| 12 | Ханеевка         | деревня                      | ↘8        |